# セント・デイヴィッズ主教宮殿

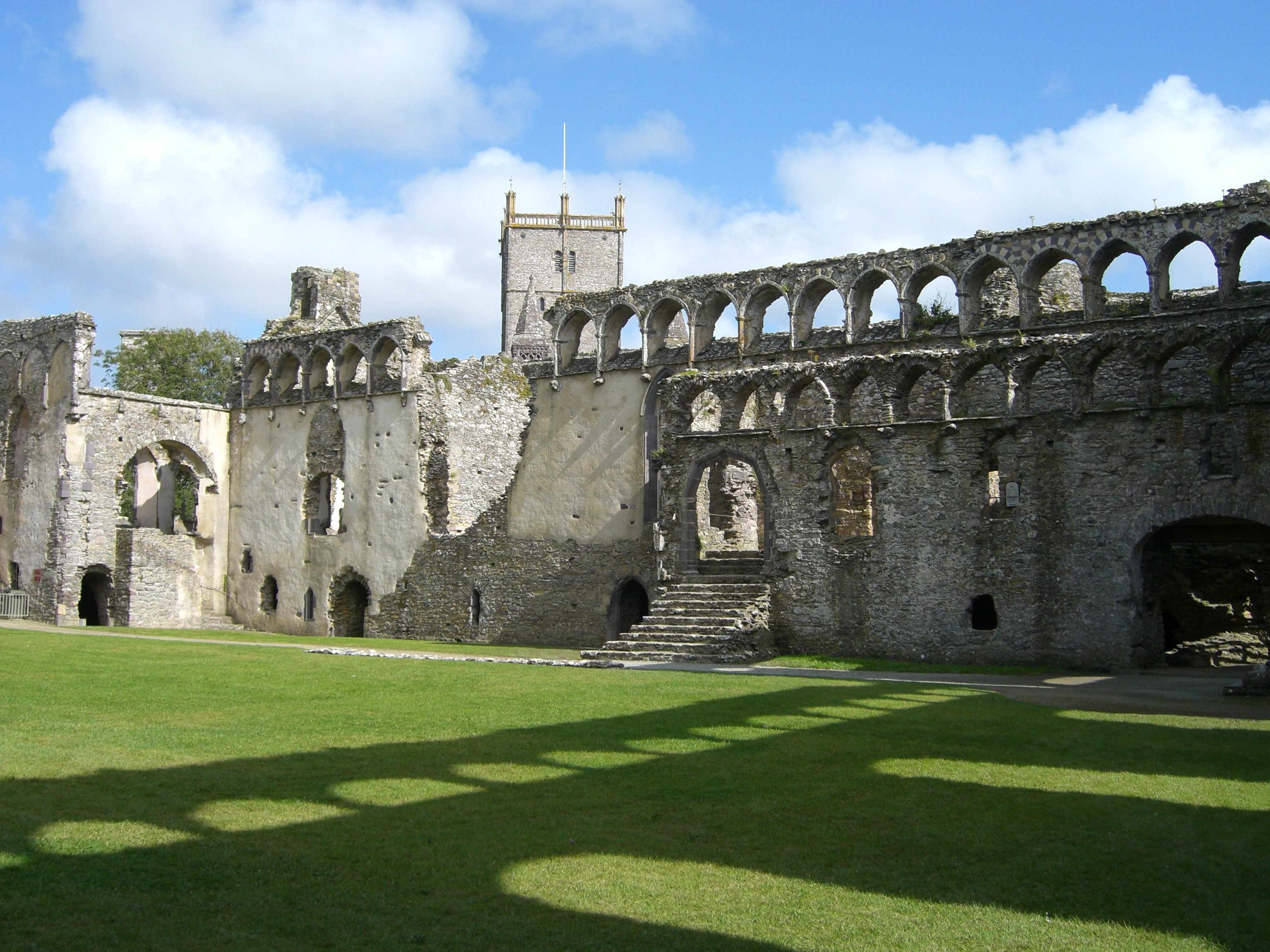
セント・デイヴィッズ主教宮殿の中庭と東区画（後方に大聖堂）

セント・デイヴィッズ主教宮殿（セント・デイヴィッズしゅきょうきゅうでん、セント・デイヴィッズ・ビショップ宮殿、英語: St Davids Bishops Palace 〈Bishop's Palace、Bishops' Palace〉、ウェールズ語: Llys yr Esgob Tyddewi）は、ペンブルックシャーのセント・デイヴィッズ（ウェールズ語: Tyddewi）において、ウェールズの最も重要な教会堂の1つである聖デイヴィッド大聖堂に隣接した中世の宮殿の遺構である。この地の歴史は6世紀にさかのぼるが、今日の建築物は大部分が13世紀末から14世紀ごろのものである。
宮殿は、ウェールズ政府の歴史環境事業であるカドゥ (Cadw) が管理している。観光名所の1つおよび野外劇場として公開されており、大聖堂地区の一部として、年30万人以上の訪問者がある。この遺跡はイギリス指定建造物の1級 (Grade I) に指定されている。

## 歴史
この地にあった最初の修道院は6世紀に創設され、その後4世紀にわたって少なくとも10回はスカンディナヴィア（ヴァイキング）の侵略を受けた。11世紀のノルマン人の到来においてはやや安定がもたらされた。かれらはノルマンの監督者を任命し、モット・アンド・ベーリーの砦や、その後、石の防壁を築くことで一帯を守ろうとした。
セント・デイヴィッズは、イングランドとウェールズの境界を守る責任を担った地方領主 (Marcher Lords) の本拠地となり、戦略的に大変重要な場所となっていた。そこはまた、ウェールズの守護聖人である聖デイヴィッドの住んだ記念の地として、非常に重要な信仰の場所とされた。1081年、征服王ウィリアムが巡礼者として訪れたといわれている。

### 宮殿の構築

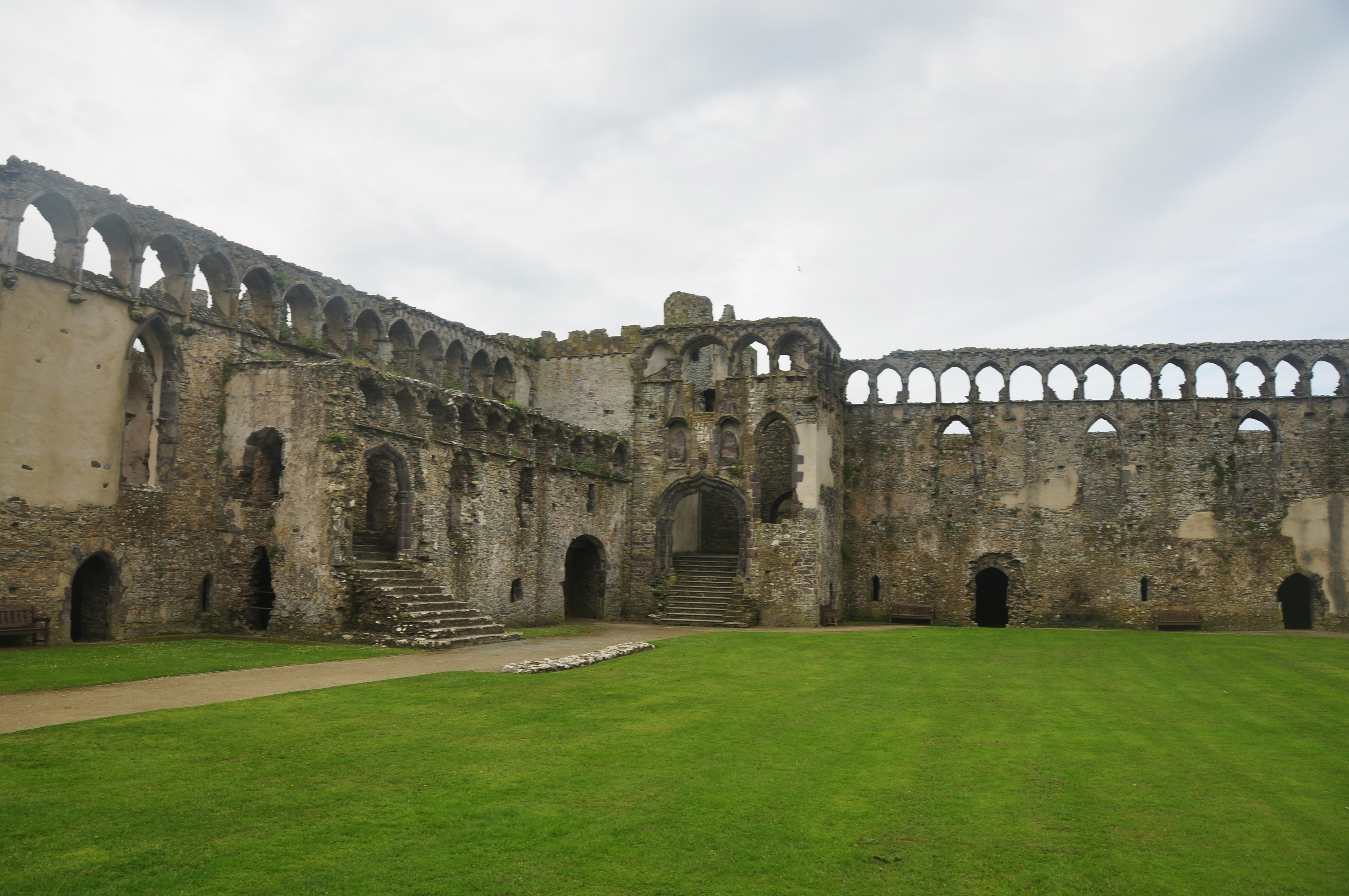
南方向（南区画: 前面・東区画: 左）の張り出し玄関のある一角

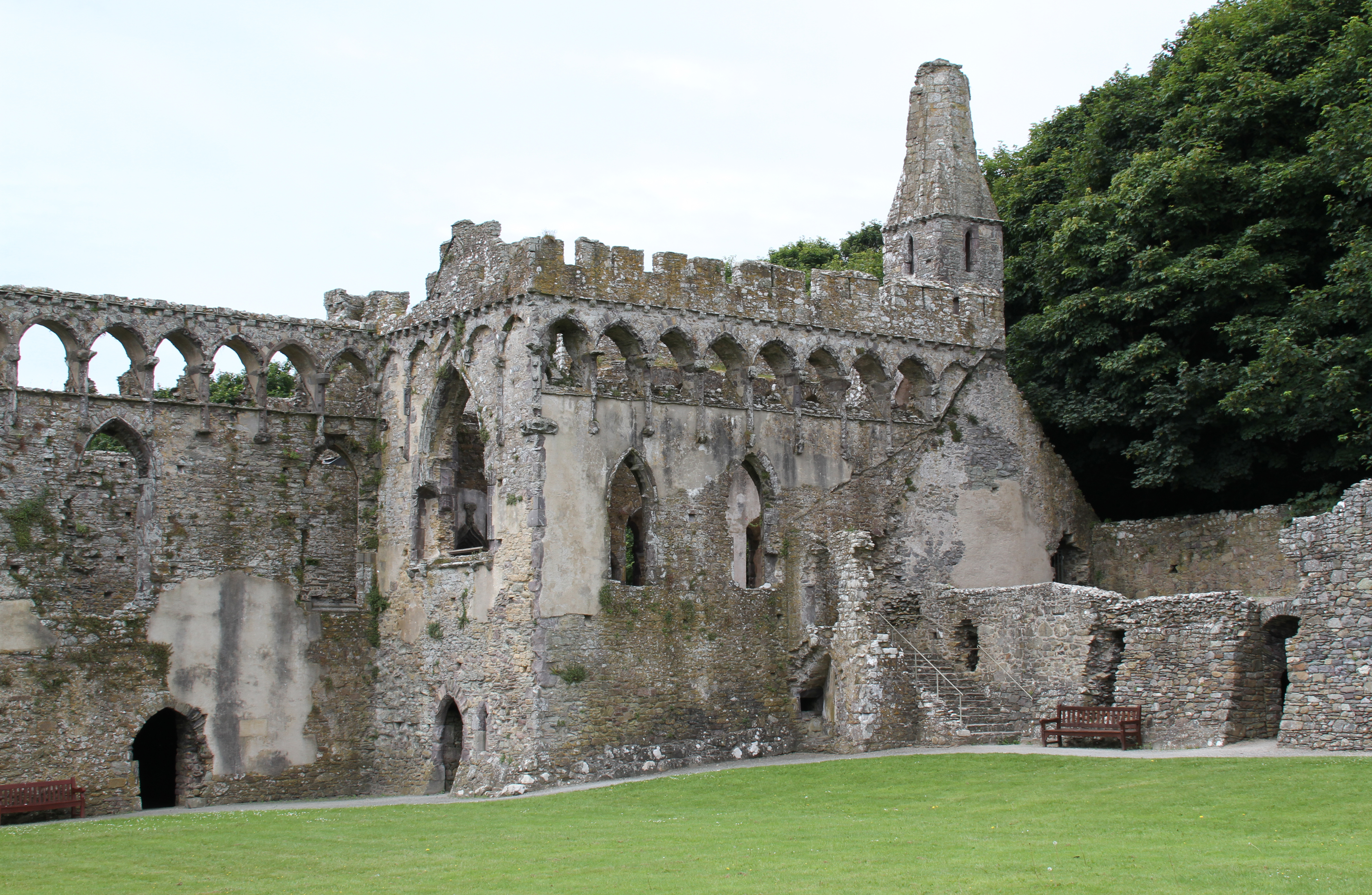
西方向、南西側の大礼拝堂

主教の宮殿は、13世紀末から14世紀に施工された一連の「主教建築者 (builder bishops)」による仕事といわれる。
1284年に、イングランド王エドワード1世が巡礼でセント・デイヴィッズを訪れているが、1280-1293年にかけて主教を務めたトマス・ベックがかつてその宮廷の一員であったことから訪問を前にして改築が行われた可能性が指摘されている。ベックは南西側の礼拝堂、広間、私邸、門の建設に携わった。

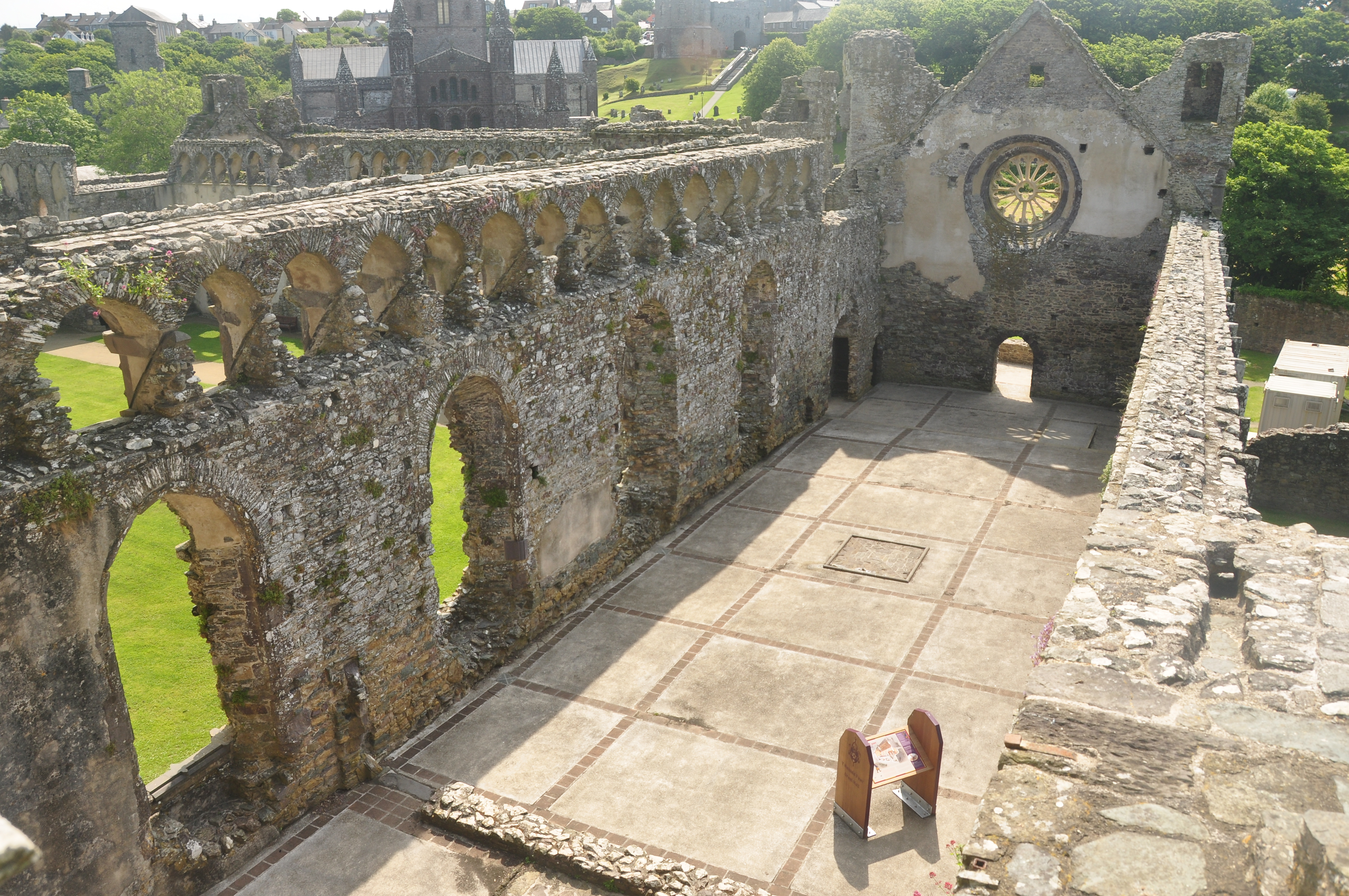
南区画・上層階の大広間の遺構（東方向）

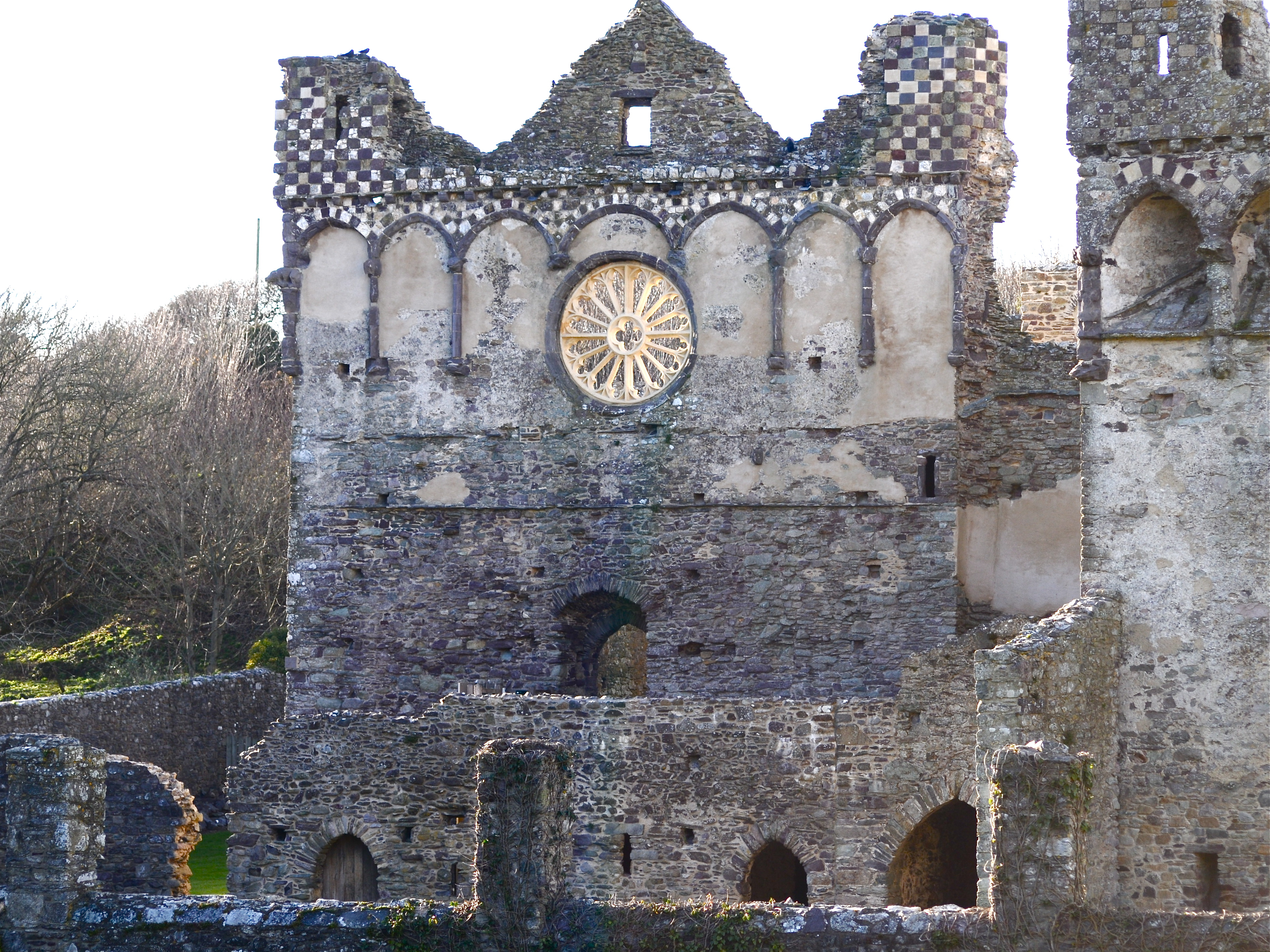
大広間の外壁の車輪窓（円花窓、バラ窓）

今日見られる場所の大半に関与したのは、主教ヘンリー・ガウアー（在任1328-1347年）であった。大聖堂本体の大規模工事を実施したガウアーは、宮殿では東の妻側に車輪窓（円花窓、バラ窓）のある大広間、独特なアーケードをもつ胸壁（パラペット、parapet）、張り出し玄関（ポーチ、porch）を構築した。ガウアーの宮殿の主な遺構には大きく2か所の領域がある。住居のある東の領域（2か所のうち単純な区画）が最初に構築され、次いでより壮麗な南の領域が著名な巡礼者をもてなすために建てられた。
宗教改革の始まりは、司教宮殿の衰退の予兆でもあった。1536年、プロテスタントの主教ウィリアム・バーロウ (William Barlow) は、彼の5人の娘の持参金を支払うために屋根から鉛を剥ぎ取ったといわれる。彼はここから多大な金銭を支払い、16世紀の勘定書は、それを取り替える費用を補うため主教職の収入の12年以上を必要としたことを伝えており、建物は破損状態に陥った。主教はセント・デイヴィッズにほとんど滞在せず、16世紀中頃には、主教の住居はカーマーゼンシャーのアベルグイリに移転した。1616年、主教リチャード・ミルボーンは、建物の一部を解体する許可を申請した。1678年に別の解体の許可が求められた時には、宮殿は修繕の余地がないと考えられた。

## 歴史的意義
スウォンジー大学の歴史学名誉教授ラルフ・A・グリフィス (Ralph A. Griffiths OBE) は、聖デイヴィッド大聖堂と主教宮殿を、「ブリテン諸島のキリスト教の歴史のうち最も重要な場所の1つで、最も古い場所の1つ」であり「そこではウェールズのキリスト教信仰とナショナリズムが絡み合っている」と述べている。
囲壁の遺構の多くが、特に南側に残る。大聖堂の構内建築物のうち、門楼（ゲートハウス）であるポルス・ア・トゥル (Porth-y-Tŵr) はおよそ1300年代にさかのぼるもので、原型を保っている。 宮殿の内部は、構造物の大部分が雨風にさらされ残存している。

## 保存
主教宮殿の状態は、1990年代より深刻な懸念をもたらし始めた。建築資材には、地元の石や先カンブリア時代の火山岩が混じったものがあった。雨風に対しての露出が、高度に装飾された石細工、窓、彫刻の重要な要素に影響を与え、侵食を招いていた。いくつかの場所では壁が非常に薄くなり、構造上崩壊の危険性があった。
カドゥ (Cadw) の指導のもと、2003年に修復計画が開始され、2009年10月に完了した。その作業には、いくつかの壁の再建や損傷した彫刻の修復が含まれていた。保存でも同様に、建物の1階を巡回できるように床面を取り換え、近接性を向上させる機会が与えられた。この事業は、その後、汎ヨーロッパ文化遺産連盟 (European European Federation of Cultural Heritage) の賞であるヨーロッパ・ノストラ (Europa Nostra) の賞に選ばれた。

## 美術
主教宮殿は、イギリスの画家ターナーの創作に取り込まれ、現在、テートのターナーの遺贈の一部である1795年のサウスウェールズ・スケッチブック (South Wales Sketchbook) に見られる。2作の画があり、そのうちの1作には遺跡内が描かれている。2作目は黒鉛と水彩で大広間への入口を描いている。